# Argopecten lineolaris
Argopecten lineolaris är en musselart som först beskrevs av Jean-Baptiste Lamarck 1819.  Argopecten lineolaris ingår i släktet Argopecten och familjen kammusslor. Inga underarter finns listade i Catalogue of Life.